# مدیه‌هید
مِدیِه‌هید (به مجاری:  Megyehíd) یک شهرداری در مجارستان است که در واش واقع شده‌است. مدیه‌هید ۶٫۰۴ کیلومتر مربع مساحت و ۳۴۵ نفر جمعیت دارد.